# Tomislav Gomelt
Tomislav Gomelt (Sisak, 7. siječnja 1995.) hrvatski je nogometaš koji igra na poziciji veznjaka. Trenutačno igra za Segestu.

## Vanjske poveznice
- Profil na Transfermarktu